# FC Hilversum in het seizoen 1961/62
Het seizoen 1961/1962 was het zevende jaar in het bestaan van de Hilversumse betaaldvoetbalclub Hilversum. De club kwam uit in de Eerste divisie B en eindigde daarin op de 14e plaats, dit betekende rechtstreekse degradatie naar de Tweede divisie. Tevens deed de club mee aan het toernooi om de KNVB beker, hierin werd de club in de tweede ronde uitgeschakeld door 't Gooi (1–2).

## Wedstrijdstatistieken

### Eerste divisie B
|       | Be Quick | EBOH  | Elinkwijk | Enschedese Boys | Excelsior | Heerenveen | Heracles | Hermes DVS | HVC   | Limburgia | NOAD  | RBC   | SHS   | VSV   | Wageningen | Wilhelmina | ZFC   |
| ----- | -------- | ----- | --------- | --------------- | --------- | ---------- | -------- | ---------- | ----- | --------- | ----- | ----- | ----- | ----- | ---------- | ---------- | ----- |
| Thuis | 7 – 2    | 3 – 0 | 0 – 1     | 2 – 1           | 2 – 2     | 0 – 0      | 1 – 0    | 1 – 2      | 4 – 2 | 2 – 3     | 2 – 1 | 2 – 0 | 0 – 1 | 2 – 3 | 1 – 2      | 1 – 1      | 0 – 0 |
| Uit   | 5 – 0    | 1 – 4 | 3 – 2     | 4 – 1           | 1 – 0     | 2 – 5      | 2 – 0    | 1 – 4      | 0 – 1 | 3 – 2     | 3 – 2 | 3 – 1 | 2 – 1 | 2 – 1 | 1 – 2      | 1 – 1      | 3 – 1 |

### KNVB beker
| 2e ronde                                               | 't Gooi                      | 2 – 1 (1 – 0) | Hilversum        |
| 31 maart 1962 Plaats: Hilversum Gemeentelijk Sportpark | Gerhard Tenniglo Theo Buenen |               | Heinz Kraneveldt |

## Statistieken Hilversum 1961/1962

### Eindstand Hilversum in de Nederlandse Eerste divisie B 1961 / 1962
| Stand | Gespeeld | Gewonnen | Gelijk | Verloren | Punten | Doelpunten voor | Doelpunten tegen |
| ----- | -------- | -------- | ------ | -------- | ------ | --------------- | ---------------- |
| 14e   | 34       | 12       | 5      | 17       | 29     | 58              | 58               |

### Topscorers
| #      | Naam               | Goal |
| ------ | ------------------ | ---- |
| 1.     | Evert Pluim        | 14   |
| 2.     | Flip Krant         | 10   |
| 3.     | Chris Lefering     | 7    |
| 3.     | Gijs van Wieringen | 7    |
| 5.     | Nico van Beeren    | 5    |
| 5.     | Heinz Kraneveldt   | 5    |
| 5.     | Martien Looman     | 5    |
| 8.     | Chris van Wijk     | 2    |
| 9.     | Hans Akkerman      | 1    |
| 9.     | Hans van den Brug  | 1    |
| 9.     | Bertus Mensert     | 1    |
| Totaal | Totaal             | 58   |

| #      | Naam             | Goal |
| ------ | ---------------- | ---- |
| 1.     | Heinz Kraneveldt | 1    |
| Totaal | Totaal           | 1    |